# Дживака
5°51′46″ пд. ш. 144°40′11″ сх. д. / 5.86278° пд. ш. 144.66972° сх. д.
Дживака (англ. Jiwaka) — провінція в Папуа Новій Гвінеї. Адміністративний центр — місто Міндж. Тимчасовий адміністративний центр розташована в Курумулі.

## Історія
У липні 2009 року парламент країни прийняв закон про створення двох нових провінцій в 2012 році. Провінція Дживака повинна була бути створена шляхом відокремлення районів Анґлімп-Соут Ваггі, Джимі і Норт-Ваггі від провінції Західний Гайлендс. Провінція офіційно була утворена 17 травня 2012 року.

## Географія
Провінція розташована в центральній частині країни, в регіоні Гайлендс. На півночі межує із провінцією Маданг; на сході — із провінцією Сімбу; на півдні — із провінцією Південний Гайлендс, на заході — із провінцією Західний Гайлендс.
Провінція повністю розташована на острові Нова Гвінея і простягнулася із заходу на схід майже на 60 км, а з півночі на південь — на 130 км. Її площа становить 4798 km² (19-те місце).
Найбільшою річкаою провінції є Ваггі, яка протікає Долиною Ваггі, вбираючи в себе невеликі річки, які стікають із схилів нагір'я.
На північному сході провінції розташовані південні схили гір Бісмарка. На півдні розкинувся Хребет Кубер із найвищою вершиною провінції і п'ятою вершиною Папуа Нової Гвінеї, горою Кабанґама (4104 м).

## Населення
За переписом 2000 року населення провінції становило 185 641 осіб, що відповідало 14-му місцю серед всіх провінцій країни. За попередніми, непідтвердженими даними в 2010 році населення провінції становило 341 928 осіб. За переписом 2011 року населення провінції становило 343 987 осіб, що відповідало 10-му місцю серед всіх провінцій країни.

## Адміністративний поділ
Територія провінції розділена на три райони. Кожен район має кілька одиниць місцевого самоврядування (LLG). Для зручності виконання перепису, використовується поділ на відділення в кордонах тих же одиниць місцевого самоврядування.
| Район              | Адміністративний центр | Назва LLG             |
| ------------------ | ---------------------- | --------------------- |
| Анґлімп-Соут-Ваггі | Міндж                  | Анґлімп (сільська)    |
| Анґлімп-Соут-Ваггі | Міндж                  | Соут-Ваггі (сільська) |
| Джимі              | Табібуґа               | Джимі (сільська)      |
| Джимі              | Табібуґа               | Кол (сільська)        |
| Норт-Ваггі         | Банз                   | Норт-Ваггі (сільська) |
| Норт-Ваггі         | Банз                   | Нондуґл (сільська)    |